# Jan Václav Voříšek
Jan Václav Hugo Voříšek (11 de mayo de 1791, Vamberk, Bohemia - 19 de noviembre de 1825, Viena, Austria), fue un compositor checo de música clásica, pianista y organista.

## Vida
Voříšek nació en el pueblo de Vamberk, donde su padre ejerció de maestro de escuela, maestro de coro y de organista. Su padre, maestro de la escuela local, era un estupendo músico que proporcionó una formación musical a sus cuatro hijos desde la más tierna edad. y animó a Voříšek a tocar el piano.
El pequeño Jan Václav estudió en secreto violín para dar una sorpresa a su padre con motivo de su onomástica. Además, en la iglesia de Vamberk se acondicionaron los pedales del órgano para que el muchacho pudiera practicar. Los fieles no tardaron en sentirse maravillados con su ejecución de piezas para órgano y violín.
En el año 1800, a los nueve años, empezó la carrera de pianista en compañía de su padre que fue quien lo animó a tocar el piano y emprendió durante las vacaciones una gira por varias ciudades checas.
Un año después incluía en el programa de sus conciertos su primera composición para piano, de cierta importancia, unas variaciones dedicadas a la condesa Kolowratová- Libstejnská, que le pagaría una beca para que el muchacho pudiera frecuentar un liceo.
Después de la muerte de la condesa Kolowratová, Jan Václav Voříšek logró mantenerse durante los estudios dando lecciones de música. El agotador esfuerzo desarrollado desde la niñez, multiplicado en la adolescencia y en la juventud, provocaría después el trágico desenlace del destino del compositor cuando estuviera en el auge de sus facultades creativas.
Durante los estudios universitarios en Praga, Vorísek pudo contar con el apoyo y el afecto del notable compositor checo Václav Jan Tomásek, destacado pedagogo musical que formó una pléyade de magníficos pianistas. Tomásek recomendó a su alumno que se mudara a Viena, una de las principales metrópolis musicales de Europa.
Aunque Voříšek estaba embelesado por la música del clasicismo de Mozart, se sintió más fascinado por el romanticismo de Ludwig van Beethoven. En 1813, a la edad de 22 años, Voříšek se trasladó a Viena donde se inscribió en la Facultad de Derecho, manteniendo la esperanza de encontrarse con Beethoven. Estudió música con el compositor y virtuoso del piano Johann Nepomuk Hummel, natural de Bratislava, que deslumbraba al público vienés con su maestría.
En 1814, cuando Voříšek estaba acababa de comenzar a componer música, conoció a Beethoven en Viena, el cual prodigó alabanzas a sus composiciones. Además conoció a otros músicos destacados como Louis Spohr, Ignaz Moscheles y especialmente a Franz Schubert con el que rápidamente hizo amistad.
Voříšek consiguió ser un estimado compositor para orquesta, voz y piano. En 1818 fue director de la Sociedad Amigos de la Música (Gesellschaft der Musikfreunde). Se graduó en la Facultad de Derecho en 1821 y a los 31 años empezó a trabajar en el departamento naval del llamado Consejo Militar. Pero pronto quedó vacante el puesto del segundo organista de la corte imperial y Voříšek lo obtuvo tras un exigente concurso en 1823. Poco después se convirtió en el primer organista de la corte y el mejor de toda Viena.
En el momento en que había alcanzado el éxito como músico y estabilizado su situación material, se le declaró la tuberculosis. Voříšek fallecía en noviembre de 1825, a la edad de 34 años, compartiendo el destino de otros grandes músicos desaparecidos prematuramente, como Mozart o Schubert.
Fue sepultado en el cementerio de Währing, donde más tarde serían enterrados su idolatrado Beethoven (en 1827) y su amigo Schubert (en 1828). El cementerio es hoy en día un parque dedicado a Franz Schubert, aunque sus restos al igual que los de Beethoven se trasladaron al Zentralfriedhof.

## Música
Voříšek solo escribió una sinfonía. Escrita en Re mayor en el año 1821, ha sido comparada con las sinfonías primera y segunda de Beethoven[cita requerida]. Representativa de la música del romanticismo temprano, su invención melódica ya anunciaba la música de Schubert.
Voříšek se convirtió en un innovador musical en lo que concierne a composiciones para piano, que representan en su obra un puente entre el clasicismo y el romanticismo. Sus mejores piezas para piano, como la Sonata en Si bemol menor, el ciclo Impromptus y las piezas Le Désir y Le Plaisir pueden ser comparadas con composiciones de Ludwig van Beethoven y de Franz Schubert.
Como organista de la corte imperial, Voříšek compuso una misa en Si bemol mayor.
La primera vez que se acuñó la palabra Impromptu en el sentido musical fue en 1817, en el Allgemeine musikalische Zeitung y fue una idea del editor para describir una pieza para piano de Voříšek[cita requerida] . Más tarde, tanto Schubert como Chopin compusieron impromptus.

## Composiciones

### Obras para orquesta
- 1820-1821 Sinfonía en Re mayor, op. 24
  1. Allegro con spirito
  2. Andante
  3. Scherzo. Allegro ma non troppo
  4. Finale. Allegro con brio
- Bravoure Variaties, para piano y orquesta
- Grand Rondeau Concertant, para violín, violonchelo, piano y orquesta, op. 25

### Misas, cantatas y música sacra
- Missa Solemnis in Si bemol mayor, para soprano, alto (o mezzosoprano), tenor, bajo, coro mixto y orquesta, op. 24
  1. I. Kyrie
  2. II. Gloria - Et in terra pax
  3. Qui tollis peccata mundi
  4. Quoniam tu solus Dominus
  5. III. Credo - Patrem omnipotentem
  6. Et incarnatus est
  7. Et resurrexit tertia die
  8. IV. Sanctus
  9. V. Benedictus
  10. VI. Agnus Dei - Agnus dei qui tollis peccata mundi
  11. Dona nobis pacem

### Música de cámara
- Rondó, para cuarteto de cuerda
- Rondó, para violín y piano, op. 8
- Sonata, para violín y piano, op. 5
- Variace, para violonchelo y piano, op. 9

### Obras para piano
- 6 Impromptus, op. 7
- Albumleaf
- Dvanácti rapsodiích, op. 1
  1. N.º 1 in Do menor - Allegro
  2. N.º 2 in Mi mayor - Allegro
  3. N.º 3 in La menor - Allegro con brio
  4. N.º 4 in Fa mayor - Vivace
  5. N.º 5 in fa menor - Allegro
  6. N.º 6 in La bemol mayor - Allegretto ma agitato
  7. N.º 7 in Re menor - Allegro furioso
  8. N.º 8 in Re mayor - Veloce, ardito
  9. N.º 9 in Sol menor - Allegro appassionato
  10. N.º 10 in Do mayor - Allegro risvegliato
  11. N.º 11 in Si bemol menor - Allegro brioso
- Égloga en Do mayor
- Fantasía, op. 12
- Impromptu en Fa mayor
- Impromptu en Si bemol mayor
- Le désir, op. 3
- Le plaisir, op. 4
- Rondó en Sol mayor, op. 18 n.º 1
- Rondó en Do mayor, op. 18 n.º 2
- Sonata quasi una fantasia en Si bemol menor, op. 20
- Variaciones en Si bemol mayor, op. 19

## Discografía seleccionada
- Cedille Records (enlace roto disponible en Internet Archive; véase el historial, la primera versión y la última). grabación (CDR 90000 058) de la sinfonía en Re mayor y de la misa en Si bemol mayor de Voříšek realizada por la Orquesta Sinfóic Nacional Checa y el Coro de Cámara de Praga, dirigidos por Paul Freeman, con notas al programa de Andrea Lamoreaux
- ArchivMusic.com Grabación de música de cámara de Voříšek que incluye su sonata para violín (Praga 250204). La grabación está interpretada por el cuarteto de cuerta Kocian, con una revisión de James Reel.